# Representin'
Albums de MC Eiht
Affiliated
(2006) Keep It Hood
(2013)
Representin' est le douzième album studio de MC Eiht, sorti le 4 avril 2006.
Cet opus est une reprise partielle de Represent, album publié en 2000 par le groupe du rappeur, Compton's Most Wanted.

## Liste des titres
| No  | Titre               | Durée |
| --- | ------------------- | ----- |
| 1.  | This Is Compton     | 4:14  |
| 2.  | Some May Know       | 4:36  |
| 3.  | Get Money           | 4:27  |
| 4.  | What U Like It Like | 4:32  |
| 5.  | One Hundred Percent | 2:43  |
| 6.  | Then U Gone         | 3:54  |
| 7.  | All Around the Hood | 3:55  |
| 8.  | Them Niggaz         | 3:50  |
| 9.  | So Don't Go There   | 4:13  |
| 10. | Representin'        | 2:30  |
| 11. | Like Me             | 4:08  |
| 12. | Slang My Keys       | 4:22  |

| 13. | Livin Like Gangstaz | 4:35 |